# ふしぎワールド
『ふしぎワールド』は、NHK教育テレビジョンにおいて2006年4月から2011年3月まで放送されていた学校放送番組で、小学校5年生の「理科」を扱う番組である。前番組は「サイエンス・ゴーゴー」であった。放送終了後も、NHK for schoolで視聴できる。

## 概要
小学5年生向けの理科のクイズバラエティ番組。クイズ司会者のミスターQが主にテーマに合った理科に関する問題を4問出し、毎回1組のゲスト解答者に答えてもらうという形式で進行される。ゲスト解答者が問題に答えた後、答え合わせとして、理科の実験や観察のVTRが流れる。また、番組の途中には「リカのものしりコーナー」というコーナーがあり、より掘り下げた実験や観察の映像が紹介される。

## 放送時間
| 期間                | 放送時間             |
| ------------------- | -------------------- |
| 2006年度 - 2007年度 | 水曜日 10:00 - 10:15 |
| 2006年度のみ        | 木曜日 10:15 - 10:30 |
| 2008年度 - 2010年度 | 月曜日 10:15 - 10:30 |

- 2週もしくは3週連続で同じ内容の放送となる。（全20回）

## インターネットの視聴
2011年3月をもって地上波での放送は終了しているが、引き続きNHK for schoolで視聴可能となっている。
補足
- ゲスト解答者の声を古賀が担当の回はむたがナレーション、むたがゲスト解答者の声を担当の回では古賀がナレーション、両方がゲスト解答者の声を担当する回では同じく両方がナレーションを行っている。
- キャラクターデザインはガムリアンズ

## 登場キャラクター

### レギュラー
司会者
ミスターQ（声：中尾隆聖）
アシスタント
リカちゃん（声：むたあきこ）

### 2010年度までに出演したゲスト解答者

#### 古賀慶太が声を担当しているゲスト解答者（男性）
- エンドウ
- サトウ
- ヤジロウ
- アタル

#### むたあきこが声を担当しているゲスト解答者（女性）
- コトリラン
- アマノ
- カワイシ

### 補足
- ゲスト解答者の声を古賀が担当の回はむたがナレーション、むたがゲスト解答者の声を担当の回では古賀がナレーション、両方がゲスト解答者の声を担当する回では同じく両方がナレーションを行っている。
- キャラクターデザインはガムリアンズ

## 放送リスト
| 回     | タイトル           | 挑戦キャラ |
| ------ | ------------------ | ---------- |
| 第1回  | 芽を出す種         | エンドウ   |
| 第2回  | 育つ植物           | エンドウ   |
| 第3回  | 気温の変化         | アマノ     |
| 第4回  | うつりかわる天気   | アマノ     |
| 第5回  | 動物のたんじょう   | コトリラン |
| 第6回  | 人のたんじょう     | コトリラン |
| 第7回  | 受けつがれるいのち | コトリラン |
| 第8回  | 実をつける植物     | エンドウ   |
| 第9回  | 秋の天気と台風     | アマノ     |
| 第10回 | 大地をけずる水     | カワイシ   |
| 第11回 | かたちをかえる川   | カワイシ   |
| 第12回 | 水のめぐみと災害   | アマノ     |
| 第13回 | てこのはたらき     | ヤジロウ   |
| 第14回 | てんびんのつりあい | ヤジロウ   |
| 第15回 | 地球のひみつ       | アタル     |
| 第16回 | とけたもののゆくえ | サトウ     |
| 第17回 | 出てくるけっしょう | サトウ     |
| 第18回 | おもりのうごき     | ヤジロウ   |
| 第19回 | ふりこのきまり     | ヤジロウ   |
| 第20回 | 生活の中の科学     | 総出演     |